# Андре Блох
Андре Блох (фр. André Bloch; 14 січня 1873, Віссамбур — 7 серпня 1960, Париж) — французький композитор і музичний педагог.
Закінчив Паризьку консерваторію, учень Жуля Массне, а також Ернеста Гіро і Андре Жедальжа. У 1893 році був вшанований Римською премією за кантату «Антігона». На межі століть виступав як піаніст, в тому числі в 1900—1901 рр. в складі фортеп'янного тріо з Жулем Пеннекеном і Луї Аббіате.
Прижиттєва популярність Блоха пов'язана перш за все з його творами для театру, починаючи з першої опери «Маіда» (фр. Maïda, 1909), і аж до опери «Гіньоль» (фр. Guignol), яка була завершена в 1939 році і поставлена десять років по тому в паризькій «Опера-комік». До теперішнього часу зберегли значення деякі камерні твори Блоха — зокрема «Деннеріана» для кларнета і фортеп'яно (1940), а також Палестинська сюїта для віолончелі з оркестром (1949).
З 1898 року Блох був професором гармонії в Паризькій консерваторії, надалі також викладав в Американської консерваторії у Фонтенбло і давав численні приватні уроки (серед його учнів, зокрема, Фернан Убраду). У передвоєнні роки популярністю у Франції користувався написаний Блохом шкільний підручник музики «Сто уроків для початкової школи» (фр. Cent leçons à l’usage des écoles primaires).